# Портрет девочки с булочкой
«Портрет девочки с булочкой», или «Молодая леди из семьи Ле Блон» (итал. Ritratto di bambina con ciambella), — картина итальянской художницы Розальбы Каррьеры (1675—1757), представителя венецианской школы. Создана около 1725 года. С 1888 года хранится в коллекции Галереи Академии в Венеции.

## Описание
На портрете изображена девочка, вероятно, дочь генерального консула Франции в Милане господина Ле Блона (в коллекции Галереи Академии также хранится портрет и самого консула).
Каррьера начала работу над портретом девочки 13 мая 1725 года, о чём свидетельствует запись в дневнике художницы. Каррьера создавала свои образы путем наложения красочных слоев, а голубая подложка фона придает им необычное сияние. Мягкие тона, полные воздуха и света, передают нежные черты девочки. Выбрав довольно близкую точку зрения, художница исследует модель, передавая её взгляд и едва заметную улыбку.
Каррьера передает нежную грацию детства, изображая дорогую ткань платья девочки, ажурный шарф, розовую ленту в волосах и сладкую булочку в руке.